# Eretris apuleja
Eretris apuleja är en fjärilsart som beskrevs av Felder 1867. Eretris apuleja ingår i släktet Eretris och familjen praktfjärilar. Inga underarter finns listade i Catalogue of Life.

## Bildgalleri

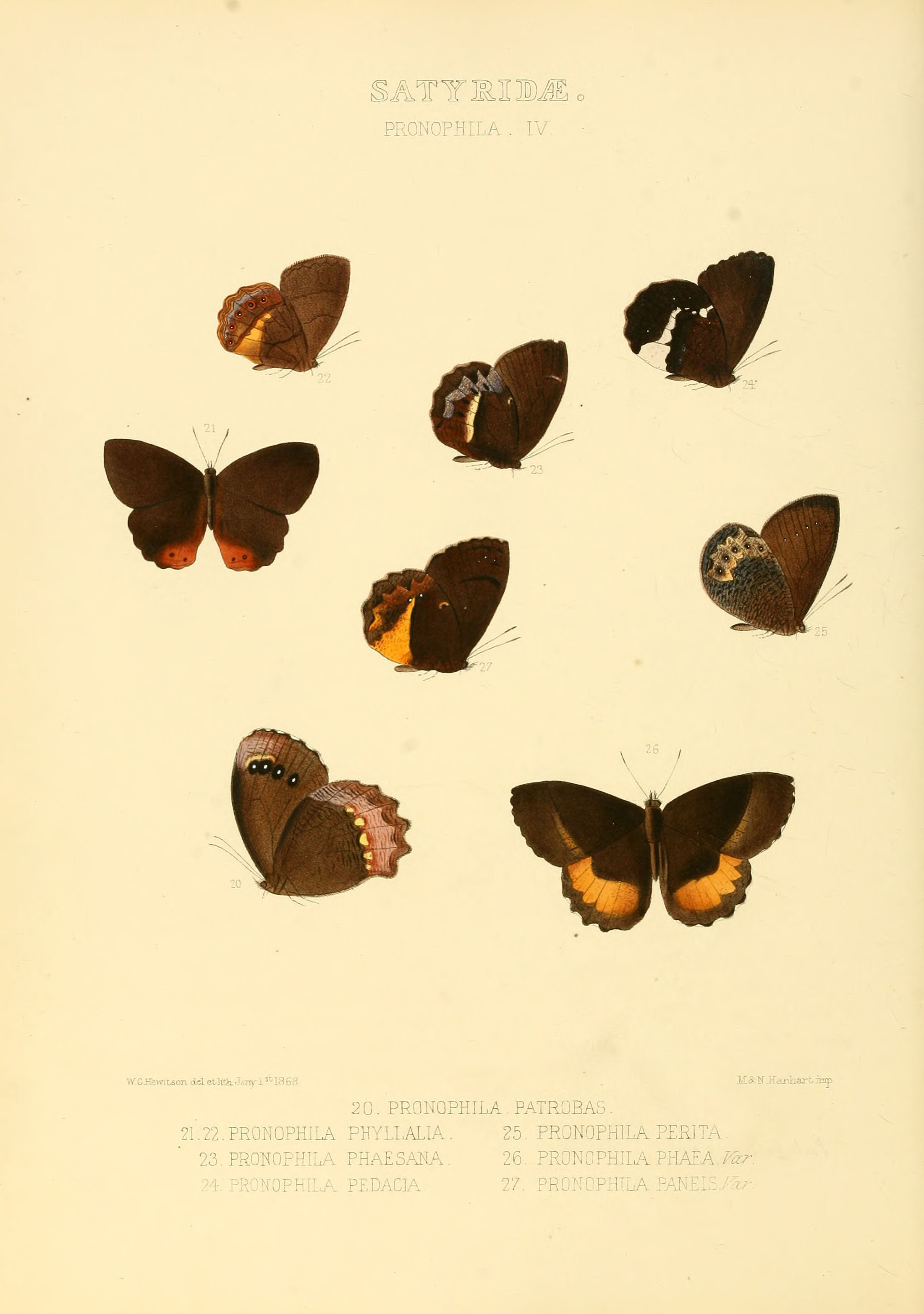